# Cour-Saint-Maurice
Cour-Saint-Maurice – miejscowość i gmina we Francji, w regionie Burgundia-Franche-Comté, w departamencie Doubs.
Według danych na rok 1990 gminę zamieszkiwało 155 osób, a gęstość zaludnienia wynosiła 35 osób/km² (wśród 1786 gmin Franche-Comté Cour-Saint-Maurice plasuje się na 589. miejscu pod względem liczby ludności, natomiast pod względem powierzchni na miejscu 848.).